# 格里戈洛維奇海軍上將級巡防艦
格里戈洛维奇海军上将级巡防艦（英语：Admiral Grigorovich-class frigate），設計代號Project 11356R（俄语:11356Р），2010年10月8日，俄罗斯国防部与位于加里宁格勒的扬塔尔造船厂（Yantar）签署合约，订购首艘格里戈洛维奇海军上将级巡防艦，系以俄罗斯在2000年代售予印度的塔尔瓦级护卫舰（Talwar-class, Project 11356）为基础改良而来。首艘Project 11356R于2010年12月18日在扬塔尔厂安放龙骨，命名为海军上将格里戈洛维奇号（Admiral Grigorovich），此时印度购买的第二批塔瓦级也在扬塔尔厂建造中；三艘格里戈洛维奇上将級目前均在黑海舰队服役。

## 简介
格里戈洛维奇海軍上将级巡防艦（Project 11356R）由俄罗斯北方设计局（Severnoye Design Bureau）设计，是Project 1135克里瓦克级护卫舰家族的最新成员。格里戈洛维奇海軍上将级其基本设计、动力系统、电子装备与武器等都大致与塔尔瓦级护卫舰相同；已知格里戈洛维奇海軍上将级最大的变更，是将原本塔尔瓦级护卫舰的3S90单臂导弹发射器（即Shtil-1防空导弹系统），换成三组12联装垂直发射器。由于模型照片中仍保留原本塔瓦级的MR-90射控雷达，因此推测格里戈洛维奇海軍上将级使用的防空导弹是Shtil-1的垂直化改良版，发射器改成12联装的3S90E冷射式垂直发射器，搭配的导弹为9M317ME（Buk-M2），是先前9M317 导弹（北约代号SA-N-12）的垂直化版本，搭配3S90E冷射式垂直发射器（每个发射模组为12管，方形发射管），仍沿用终端半主动雷达导引机制。相较于原本的9M317，9M317ME的弹翼经过缩小，尾部控制面可以折叠，以节省空间，使导弹储存筒尺寸得以缩小；同时，弹尾设置与尾舵连动的燃气舵，具备向量推力控制（TVC）能力，导弹垂直升空后得以大角度转向目标。9M317ME的拦截高度范围为海平面5公尺至15,000公尺，有效射程3,500公尺至50公里。
格里戈洛维奇海軍上将级的功能涵盖长程反舰攻击、防空以及反潜等。虽然俄罗斯北方造船厂在2000年代后期已经开始建造同样是四千吨级的Project 22350俄罗斯戈爾什科夫海軍元帥級巡防艦（Admiral Vladimir Kuroyedov class ），许多装备比格里戈洛维奇上将级更为先进；然而，戈爾什科夫海軍元帥級巡防艦毕竟是一个崭新的设计，尤其是使用俄罗斯先前没有用过的全新防空侦测与武器装备，技术风险较高，整个研发与建造进度也比原本的进度落后；而格里戈洛维奇海軍上将级则是由塔瓦级改良而来，大部分设计都业已经过验证，技术上比较成熟。俄罗斯可能是鉴于戈爾什科夫海軍元帥級巡防艦进度不顺，才会另外购买设计成熟的Project 11356R来填补空档。

## 舰载武器
- 1座A-190 100公釐舰炮
- 3座12联装3S90E垂直发射系统(备弹量36枚，装填9M317防空飛彈)
- 1座8联装KBSM 3S14U1垂直发射系统(装填Club-N或Kh-61红宝石反舰导弹)
- 1座12联装RBU-6000 反潜火箭发射器
- 2座CADS-N-1 Kashtan型弹炮合一近迫武器系统(每座拥有两具30公釐六管机炮与8具SA-N-11短程防空导弹发射器，每套系统备有32枚SA-N-11)
- 2座2联装DTA-53-11356 533公釐鱼雷发射管(可发射65E/53-65KE鱼雷)

## 同級艦列表
| 艦名                     | 舷號 | 建造地(中文/英文)                                                        | 動工日         | 下水日         | 服役日                                             | 所屬艦隊                                           | 状况                                               |
| ------------------------ | ---- | ------------------------------------------------------------------------ | -------------- | -------------- | -------------------------------------------------- | -------------------------------------------------- | -------------------------------------------------- |
| 海军上将格里戈洛维奇号   | 745  | 波羅的海,加里寧格勒 Kaliningrad, Baltic Sea 揚塔爾造船廠 Yantar Shipyard | 2010年12月8日  | 2014年3月14日  | 2016年3月11日                                      | 黑海艦隊                                           |                                                    |
| 埃森海軍上將號巡邏艦     | 751  | 波羅的海,加里寧格勒 Kaliningrad, Baltic Sea 揚塔爾造船廠 Yantar Shipyard | 2011年7月8日   | 2014年11月7日  | 2016年6月7日                                       | 黑海艦隊                                           |                                                    |
| 马卡洛夫海军上将号巡防舰 | 799  | 波羅的海,加里寧格勒 Kaliningrad, Baltic Sea 揚塔爾造船廠 Yantar Shipyard | 2012年2月29日  | 2015年9月2日   | 2017年12月27日                                     | 黑海艦隊                                           | 旗艦                                               |
| 貝塔科夫上將號           |      | 波羅的海,加里寧格勒 Kaliningrad, Baltic Sea 揚塔爾造船廠 Yantar Shipyard | 2013年7月12日  | 2016年3月2日   | 2018年轉售予印度並更名為圖希爾號，2024年12月服役。 | 2018年轉售予印度並更名為圖希爾號，2024年12月服役。 | 2018年轉售予印度並更名為圖希爾號，2024年12月服役。 |
| 伊斯托明上將號           |      | 波羅的海,加里寧格勒 Kaliningrad, Baltic Sea 揚塔爾造船廠 Yantar Shipyard | 2013年11月15日 | 2017年11月16日 | 2018年轉售予印度                                   | 2018年轉售予印度                                   | 2018年轉售予印度                                   |
| 科里洛夫上將號           |      | 波羅的海,加里寧格勒 Kaliningrad, Baltic Sea 揚塔爾造船廠 Yantar Shipyard | 2013年12月     | 2017年11月16日 |                                                    |                                                    |                                                    |

## 戰史
據烏克蘭報導，馬卡洛夫上將號於2022年5月在黑海蛇岛附近被海王星导弹擊中起火。烏克蘭總統辦公室顧問阿列克謝·阿列斯托維奇5月7日稱報導是“誤會”，在蛇島附近遇襲的艦艇實際上是塞爾納級登陸艇。

## 參见

### 相关
- 俄羅斯軍事
- 俄羅斯海軍
- 22350型護衛艦

### 同类型舰
- 巡防艦
- 塔爾瓦級巡防艦 印度
- 054A型護衛艦 中国
- 勇敢級巡防艦  南非